# Гран-при Ефа Схеренса 2024
58-й выпуск  Гран-при Ефа Схеренса — шоссейной однодневной велогонки по дорогам бельгийского города Лёвен. Гонка прошла 15 августа 2024 года в рамках Европейского тура UCI 2024 (категория 1.1). Победу одержал бельгийский велогонщик Маркус Хоэльгор.

## Участники
| UCI WorldTeams (3)- Alpecin-Deceuninck - Intermarché-Wanty - Soudal Quick-Step UCI ProTeams (7)- Lotto Dstny - Team Flanders-Baloise - Bingoal WB - Uno-X Mobility - Israel-Premier Tech - TDT-Unibet - TotalEnergies UCI Continental Teams (11)- Arkéa-B&B Hôtels Continentale - Baloise Trek Lions - BEAT Cycling - Hagens Berman Jayco - Metec-Solarwatt p/b Mantel - Philippe Wagner-Bazin - Tarteletto-Isorex - Volkerwessels Cycling Team - Lotto Kern-Haus PSD Bank - Novapor Speedbike - Team Visma \| Lease a Bike Development Любительская, клубная или региональная команда- Deschacht-Hens-FSP |
| |

## Маршрут
Маршрут выпуска 2024 года проходил в основном по тем же дорогам, что и чемпионат мира 2021 года. Гонщики проехали стартовый круг шесть раз. На этой трассе сначала проходится Кейзерсберг (300 метров при 5,6 %), а затем слегка поднимающийся Декукслан (1,1 км при 3,4 %). Затем настала очередь Wijnpers (300 метров при градиенте 8,3 %). Замыкает трассу гора Святого Антония (200 метров с уклоном в 4,7 %). После последнего спуска до финиша оставалось еще 3,4 километра.

## Ход гонки
Гонка охарактеризована как настоящая фламандская трасса, полную неожиданных поворотов и атак. С самого начала Хельгаард участвовал во множестве атак, в том числе со стороны Максима Ван Гилса, который был очень активен. Только голландец Майк Теуниссен смог догнать гонщика из команды Uno-X на опасной трассе в Лёвене и его окрестностях. Казалось, что этот дуэт будет бороться за победу в спринте. Однако за 12 километров до финиша Хельгаард использовал Кейзерсберг как стартовую площадку, чтобы начать одиночную гонку. В итоге сильнейшим оказался Маркус Хельгаард — сильный норвежец, который оторвался от остальных за 25 километров до финиша. Теуниссен попытался догнать норвежца, но в итоге Хельгаард одержал победу. Отстав от двух лидеров, Милан Ментен занял третье место.

## Результаты
| \| Генеральная классификация \| Генеральная классификация \| Генеральная классификация \| Генеральная классификация \| Генеральная классификация \| \| Гонщик \| Гонщик \| Команда \| Время \| \| \| ------------------------- \| ------------------------- \| ------------------------- \| ------------------------- \| ------------------------- \| \| 1-й \| Маркус Хоэльгор \| Uno-X Mobility \| 4ч 28' 42 \| \| \| 2-й \| Майк Тёниссен \| Intermarché-Wanty \| + 11 \| \| \| 3-й \| Милан Ментен \| Lotto Dstny \| + 21 \| \| |                 |                   |           |
| |                 |                   |           |
| |                 |                   |           |
| Генеральная классификация |                 |                   |           |
| Гонщик | Гонщик          | Команда           | Время     |
| 1-й | Маркус Хоэльгор | Uno-X Mobility    | 4ч 28' 42 |
| 2-й | Майк Тёниссен   | Intermarché-Wanty | + 11      |
| 3-й | Милан Ментен    | Lotto Dstny       | + 21      |